# Ide Haruya
Ide Haruya (井出 遥也 Ide Haruya, sinh ngày 25 tháng 3 năm 1994) là một cầu thủ bóng đá người Nhật Bản thi đấu ở vị trí tiền vệ cho Gamba Osaka ở J1 League.

## Sự nghiệp
Khi đang là một sinh viên năm 3, anh chuyển đến Adachi, Tokyo. Sau khi thi đấu cho Criaju FC lúc ban đầu anh gia nhập đội trẻ của JEF United Chiba sau khi được thúc giục theo lời của em gái của một người bạn. Anh có màn ra mắt cho đội một trong chiến thắng trên sân nhà (2–1) trước Mito HollyHock ngày 3 tháng 12 năm 2011 khi thay Yuichi Kubo ở phút thứ 79.

## Thống kê câu lạc bộ
Cập nhật đến ngày 11 tháng 6 năm 2018.
| Thành tích câu lạc bộ | Thành tích câu lạc bộ | Thành tích câu lạc bộ | Giải vô địch | Giải vô địch | Cúp                   | Cúp                   | Cúp Liên đoàn | Cúp Liên đoàn | Châu lục | Châu lục  | Tổng cộng | Tổng cộng |
| Mùa giải              | Câu lạc bộ            | Giải vô địch          | Số trận      | Bàn thắng    | Số trận               | Bàn thắng             | Số trận       | Bàn thắng     | Số trận  | Bàn thắng | Số trận   | Bàn thắng |
| Nhật Bản              | Nhật Bản              | Nhật Bản              | Giải vô địch | Giải vô địch | Cúp Hoàng đế Nhật Bản | Cúp Hoàng đế Nhật Bản | J. League Cup | J. League Cup | Châu Á   | Châu Á    | Tổng cộng | Tổng cộng |
| --------------------- | --------------------- | --------------------- | ------------ | ------------ | --------------------- | --------------------- | ------------- | ------------- | -------- | --------- | --------- | --------- |
| 2011                  | JEF United            | J2                    | 1            | 0            | 1                     | 0                     | -             | -             | -        | -         | 2         | 0         |
| 2012                  | JEF United            | J2                    | 0            | 0            | 2                     | 0                     | -             | -             | -        | -         | 2         | 0         |
| 2013                  | JEF United            | J2                    | 0            | 0            | 0                     | 0                     | -             | -             | -        | -         | 0         | 0         |
| 2014                  | JEF United            | J2                    | 32           | 4            | 5                     | 0                     | -             | -             | -        | -         | 37        | 4         |
| 2015                  | JEF United            | J2                    | 31           | 6            | 1                     | 0                     | -             | -             | -        | -         | 32        | 6         |
| 2016                  | JEF United            | J2                    | 35           | 5            | 2                     | 0                     | -             | -             | -        | -         | 37        | 5         |
| Tổng                  | Tổng                  | Tổng                  | 99           | 15           | 11                    | 0                     | -             | -             | -        | -         | 110       | 15        |
| 2017                  | Gamba Osaka           | J1                    | 2            | 0            | 1                     | 0                     | 2             | 1             | 0        | 0         | 5         | 1         |
| 2018                  | Gamba Osaka           | J1                    | 6            | 0            | 0                     | 0                     | 2             | 0             | -        | -         | 8         | 0         |
| Tổng                  | Tổng                  | Tổng                  | 8            | 0            | 1                     | 0                     | 4             | 1             | 0        | 0         | 13        | 1         |
| Tổng cộng sự nghiệp   | Tổng cộng sự nghiệp   | Tổng cộng sự nghiệp   | 107          | 15           | 12                    | 0                     | 4             | 1             | 0        | 0         | 123       | 16        |

Thành tích đội dự bị
| Thành tích câu lạc bộ | Thành tích câu lạc bộ   | Thành tích câu lạc bộ | Giải vô địch | Giải vô địch | Tổng cộng | Tổng cộng |
| Mùa giải              | Câu lạc bộ              | Giải vô địch          | Số trận      | Bàn thắng    | Số trận   | Bàn thắng |
| Nhật Bản              | Nhật Bản                | Nhật Bản              | Giải vô địch | Giải vô địch | Tổng cộng | Tổng cộng |
| --------------------- | ----------------------- | --------------------- | ------------ | ------------ | --------- | --------- |
| 2014                  | J.League U-22 Selection | J3                    | 1            | 0            | 1         | 0         |
| 2018                  | U-23 Gamba Osaka        | J3                    | 2            | 1            | 2         | 1         |
| Tổng cộng sự nghiệp   | Tổng cộng sự nghiệp     | Tổng cộng sự nghiệp   | 3            | 1            | 3         | 1         |

## Thành viên
Lịch sử tuyển Trẻ
- Takayagi Football Club
- Criaju Rockies
- 2006-2008 U-15 JEF United Chiba Narashino
- 2009-2011 U-18 JEF United Chiba
- 2011 JEF United Chiba Division 2

Lịch sử tuyển Chuyên nghiệp
- 2012 JEF United Chiba
- 2014 J League U-22 Selection